# Aphaenogaster dejeani
Aphaenogaster dejeani é uma espécie de inseto do gênero Aphaenogaster, pertencente à família Formicidae.